# Hemipterochilus hohlbecki
Hemipterochilus hohlbecki är en stekelart som först beskrevs av Kostylev 1934.  Hemipterochilus hohlbecki ingår i släktet Hemipterochilus och familjen Eumenidae. Inga underarter finns listade i Catalogue of Life.